# Rogacze (powiat sokólski)
Rogacze – kolonia w Polsce położona w województwie podlaskim, w powiecie sokólskim, w gminie Nowy Dwór.
Wieś królewska ekonomii grodzieńskiej położona była w końcu XVIII wieku w powiecie grodzieńskim województwa trockiego. 
Wierni kościoła rzymskokatolickiego należą do parafii św. Jana Chrzciciela w Nowym Dworze.